# Androcorys
Androcorys – rodzaj roślin z rodziny storczykowatych (Orchidaceae). Obejmuje 10 gatunków azjatyckich, rosnących w niskich murawach, większość w górach Himalajów i w górach Chin na wysokościach powyżej 5500 m n.p.m. Do rodzaju tego należą prawdopodobnie najwyżej rosnące gatunki storczykowatych. 
Rośliny te występują w górach Kaszmiru, w Himalajach, w centralnych rejonach Chin, Korei Południowej, Korei Północnej, na Tajwanie oraz dwa gatunki w Japonii.

## Morfologia
Naziemne storczyki posiadające zazwyczaj 1-2 liści na jednej pseudobulwie. Kwiatostan prosty i z dużą liczbą małych i zielonych kwiatów. Płatki tworzą charakterystyczny kapturek. Zalążnia nieco odwrócona.

## Systematyka
Rodzaj sklasyfikowany do podplemienia Orchidinae w plemieniu Orchideae, podrodzina storczykowe (‘’ Orchidoideae’’), rodzina storczykowate (Orchidaceae), rząd szparagowce (Asparagales) w obrębie roślin jednoliściennych.
W wyniku badań i analizy filogenetycznej cech molekularnych i morfologicznych gatunku Herminium oraz pokrewnych, rodzaj Androcorys został zakwalifikowany do tego rodzaju.
Wykaz gatunków
- Androcorys angustilabris (King & Pantl.) Agrawala & H.J.Chowdhery
- Androcorys gracilis (King & Pantl.) Schltr.
- Androcorys josephi (Rchb.f.) Agrawala & H.J.Chowdhery
- Androcorys kalimpongensis (Pradhan) Agrawala & H.J.Chowdhery
- Androcorys monophylla (D.Don) Agrawala & H.J.Chowdhery
- Androcorys ophioglossoides Schltr.
- Androcorys oxysepalus K.Y.Lang
- Androcorys pugioniformis (Lindl. ex Hook.f.) K.Y.Lang
- Androcorys pusillus (Ohwi & Fukuy.) Masam.
- Androcorys spiralis Tang & F.T.Wang